# Eupithecia pauxillaria
Eupithecia pauxillaria là một loài bướm đêm trong họ Geometridae.